# Phyllophoraceae
Famille
Les Phyllophoraceae sont une famille d'algues rouges de l'ordre des Gigartinales. 

## Liste des genres
Selon AlgaeBase (6 mai 2012) :
- genre Ahnfeltiopsis P.C.Silva & DeCew
- genre Archestenogramma C.W.Schneider, Chengsupanimit & G.W.Saunders
- genre Besa Setchell
- genre Coccotylus Kützing
- genre Erythrodermis Batters
- genre Gymnogongrus Martius
- genre Lukinia Perestenko
- genre Mastocarpus Kützing
- genre Ozophora J.Agardh
- genre Petroglossum Hollenberg
- genre Phyllophora Greville
- genre Reingardia Perestenko
- genre Schottera Guiry & Hollenberg
- genre Stenogramme Harvey

Selon Catalogue of Life (6 mai 2012) :
- genre Actinococcus
- genre Ahnfeltiopsis
- genre Besa
- genre Carpococcus
- genre Ceratocolax
- genre Coccotylus
- genre Erythrodermis
- genre Gymnogongrus
- genre Mastocarpus
- genre Oncotylus
- genre Ozophora
- genre Petroglossum
- genre Phyllophora
- genre Schottera
- genre Stenogramme

Selon ITIS (6 mai 2012) :
- genre Ahnfeltia E. M. Fries, 1835
- genre Ceratocolax Rosenvinge, 1898
- genre Gymnogongrus C. F. P. Martius, 1833
- genre Ozophora J. G. Agardh, 1892
- genre Petroglossum Hollenberg, 1943
- genre Phyllophora Greville, 1930
- genre Schottera Guiry & Hollenb.
- genre Stenogramme W. H. Harvey, 1840

Selon NCBI (17 janvier 2021) :
- genre Acletoa
- genre Ahnfeltiopsis
- genre Archestenogramma
- genre Asterfilopsis
- genre Besa
- genre Ceratocolax
- genre Coccotylus
- genre Erythrodermis
- genre Fredericqia
- genre Gymnogongrus
- genre Mastocarpus
- genre Ozophora
- genre Petroglossum
- genre Phyllophora
- genre Phyllophorella
- genre Schottera
- genre Stenogramma

Selon World Register of Marine Species (17 janvier 2021) :
- genre Acletoa M.S.Calderon & S.M.Boo, 2017
- genre Ahnfeltiopsis P.C. Silva & DeCew, 1992
- genre Archestenogramma C.W.Schneider, Chengsupanimit & G.W.Saunders, 2011
- genre Asterfilopsis M.S.Calderon & S.M.Boo, 2016
- genre Besa Setchell, 1912
- genre Ceratocolax Rosenvinge, 1898
- genre Coccotylus Kützing, 1843
- genre Erythrodermis Batters, 1900
- genre Fredericqia Maggs, Le Gall, Mineur, Provan & G.W.Saunders, 2013
- genre Gymnogongrus C.F.P. Martius, 1833
- genre Lukinia Perestenko, 1996
- genre Mastocarpus Kützing, 1843
- genre Ozophora J. Agardh, 1892
- genre Petroglossum Hollenberg, 1943
- genre Phyllophora Greville, 1830
- genre Phyllophorella M.S.Calderón & S.M.Boo, 2016
- genre Schottera Guiry & Hollenberg, 1975
- genre Stenogramma Harvey, 1840